# 休·布莱克 (运动员)
休·布萊克（英語：Hugh Blake；1992年9月10日—）是一位蘇格蘭橄欖球運動員。他是蘇格蘭國家橄欖球隊的一員，代表蘇格蘭參加了2015年橄欖球六國賽。